# Корач, Радивой
Ра́дивой Ко́рач (серб. Радивој Кораћ; 5 ноября 1938 года, Сомбор — 2 июня 1969 года, Сараево) — югославский профессиональный баскетболист. Играл за ОКК «Белград», бельгийский «Льеж» и итальянскую «Падову», также был игроком национальной сборной Югославии. Играл на позиции тяжёлого форварда. Член баскетбольного зала славы с 2022 года.
Корач известен как рекордсмен Евролиги по количеству набранных очков в одной игре (с 1958 года). В сезоне 1964-65 годов он набрал 99 очков в игре против «Алвика». Также он известен тем, что однажды в прямом эфире телевизионного шоу в Бельгии он реализовал 100 из 100 штрафных бросков.

## Биография
Корач начал выступать за ОКК «Белград» в 16 лет, играя на позиции тяжёлого форварда. В 1960-х он был лучшим баскетболистом Югославии, семь раз становился лучшим по количеству набранных очков в чемпионате страны, четыре раза становился чемпионом Югославии. В 1965 году он набрал 99 очков в матче Евролиги против шведского «Алвика» — это достижение является действующим рекордом по количеству очков, набранных баскетболистом за одну игру в матче Евролиги.
В 1967 году Корач перешёл в бельгийский «Льеж», с которым выиграл чемпионат, через год уехал в Италию, где выступал за «Падову».
В сборной Югославии Корач был ведущим игроком и лучшим по результативности. Он вместе со сборной выиграл 5 серебряных медалей различных международных турниров: по две чемпионатов мира и Европы, а также одну Олимпийских игр. Он четыре раза становился лучшим по результативности на чемпионатах Европы и один раз — на Олимпийских играх 1960 года. Всего за сборную Югославии Корач сыграл 157 игр.
Радивой Корач погиб в автокатастрофе на дороге в окрестностях города Сараево, ему было всего 30 лет. 
В 1971 году ФИБА учредила новый европейский клубный турнир, который был назван Кубок Корача. Его розыгрыши проходили с 1971 по 2002 годы. В настоящее время Кубком Радивоя Корача называется национальный баскетбольный кубок Сербии. Его именем были названы четыре баскетбольных клуба: два из Сербии, по одному из Боснии и Швейцарии. В 2007 году Корач посмертно был принят в Зал славы ФИБА, а через год Евролига назвала его одним из 50 людей, внесших наибольший вклад в развитие турнира.

## Достижения
Командные
- Чемпион Югославии (4): 1958, 1960, 1963, 1964
- Обладатель Кубка Югославии (2): 1960, 1961
- Чемпион Бельгии (1): 1968
- Серебряный призёр Олимпийских игр (1): 1968
- Серебряный призёр чемпионата мира (2): 1963, 1967
- Серебряный призёр чемпионата Европы (2): 1961, 1965
- Бронзовый призёр чемпионата Европы (1): 1963

Личные
- Принят в Зал славы ФИБА (2007)
- Включён в число 50 человек, внесших наибольший вклад в развитие Евролиги (2008)
- Самый ценный игрок чемпионата Европы 1961 года
- Лучший по результативности игрок на Олимпийских играх 1960 года
- Лучший по результативности игрок на чемпионатах Европы 1959, 1961, 1963, 1965 годов
- Лучший по результативности игрок в чемпионате Югославии — 7 раз